# فکرت اورمان
فکرت اورمان (ترکی استانبولی: Fikret Orman؛ زادهٔ ۴ نوامبر ۱۹۶۷) مهندس عمران و بازرگان اهل ترکیه است. وی هم‌اکنون مدیرعامل باشگاه فوتبال بشیکتاش است.